# 豊国廟
豊国廟（正式名称：とよくにびょう、通称：ほうこくびょう）は、京都市東山区今熊野北日吉町にある豊国神社の飛地境内（境外地）で、豊臣秀吉の廟所。阿弥陀ヶ峰の山頂、麓から563段の石段を登ったところに石造五輪塔が建てられている。

## 歴史

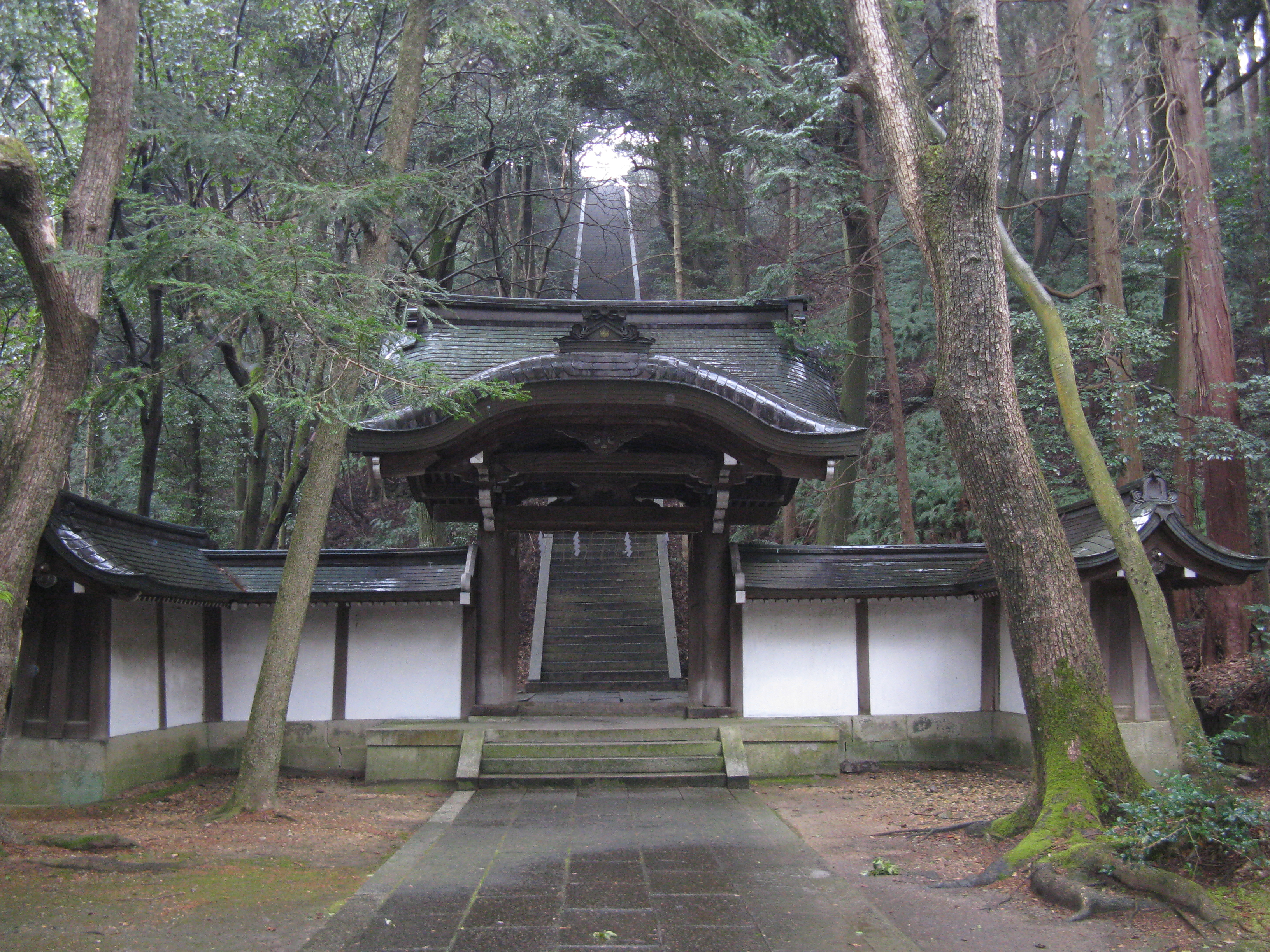
阿弥陀ヶ峰山中腹にある唐門と山頂に続く石段

豊臣秀吉の死後間も無く作られた豊国廟は、現在の京都市東山区阿弥陀ヶ峰西麓の太閤坦（たいこうだいら）といわれる平坦地にあった。かつて、同地には豊国廟の他にも秀吉を祀る壮麗な豊国社も建立されていたが、豊国廟と豊国社は、大坂の陣で羽柴宗家（豊臣家）が滅亡すると、徳川家康によって破却されることとなった。秀吉の正室だった高台院（北政所）のたっての願いで社殿の破却は免れたが、以後一切修理をすることは禁止され、江戸時代を通じて朽ち果てるまま放置され続けた。
明治維新時の慶応4年（1868年）閏4月6日、明治天皇が大阪に行幸した際、大阪裁判所（大阪府の前身）に対して豊太閤（秀吉）の祠宇を造営する沙汰書を、同年5月10日に廟祠を再興する沙汰書が下された。また、同年8月18日に神祇官を派遣して阿弥陀峯（阿弥陀ヶ峰）の墓前で奉祀が行われた。1873年（明治6年）8月14日の宣旨で山城国愛宕郡（現・京都府京都市東山区）の阿弥陀峯を以って豊国神社の鎮座地と定め、別格官幣社に列格して官祭を命じた。1875年（明治8年）4月、京都府に対して社殿の造営を命じ、1880年（明治13年）5月、方広寺大仏殿跡地に社殿が完成し、同年9月15日に阿弥陀峯から遷座が行われた。
その後、豊臣家由緒の諸家（蜂須賀・浅野・鍋島・前田・黒田等の諸侯爵）を中心に、秀吉の墳墓修理を行うための豊国会が1890年（明治23年）に組織され、旧福岡藩主の侯爵黒田長成が豊国会会長に推薦された。『豊国会趣意書』によると、1898年（明治31年）を期して阿弥陀ヶ峰の墳墓を修理して保存の道を設け、同年に三百年祭を挙行する事を目的とした（同会規約第1條）。
1897年（明治30年）に豊国廟の修築のため、豊国廟参道上の新日吉神社を南側に移転して、新日吉神社の楼門跡に豊国廟の一の鳥居が建設された。また、豊国神社の飛地境内（境外地）の阿弥陀ヶ峰山頂に伊東忠太の設計になる巨大な石造五輪塔が建てられ、翌1898年（明治31年）3月28日に工事完了、3月31日に竣工式を実施し、4月1日に廟奉告祭を太閤坦で実施した。また、同月18日から3日間、山廟に於いて「豊太閤三百年祭」が大々的に挙行された。また、これを記念して「豊太閤三百年祭記念碑」が建立されている。
なお、墳墓の修築工事の際、土中から直径1m程の素焼きの壷の中からミイラ化した秀吉の遺骸が発見された。西戌（北北西の方角）に手足を組んで座っている状態であったという。遺骸については運び出す段階で、工事関係者の不手際によって損傷させてしまい、また風化が進んでいたためにボロボロと崩れてしまった。その後、崩れた遺骸を拾い集め、絹に包んで桐箱に入れ直し、丁重に再埋葬された。この工事以前に盗掘被害に遭っていたと推測され、遺骸以外の副葬品については発掘はされていない。
西の麓の平坦地、かつての社殿があった太閤坦には秀吉の孫である国松と秀吉の愛妾松の丸殿の供養塔（五輪塔）が1911年（明治44年）に寺町通の誓願寺から移されており、その経緯を記した「漏世公子及寿芳夫人遷墓碑」が建立されている。

## 工事概要
『豊国会趣意書』記載の図面によると、山麓の一ノ鳥居の手前にある石段を起点として、山頂まで約500間（約910m）の参道（石段を含む）を設ける。起点から約300間（約545m）の位置にある太閤坦までは緩やかな坂が続き、太閤坦へ上がるための石段を設ける。太閤坦の西端に二ノ鳥居を設け、太閤坦の参道沿いには手水屋、廟務所、御供所を設け、約340間（約618m）付近の参道中央に拝殿を設ける。ここから約80間弱（約145m）の石段を設け（途中4か所に踊り場を設置）、中腹にある平坦地の東寄り、約450間（約818m）の位置に築地と唐門を設ける。ここから約35間弱（約60m）の石段を設け（途中1か所に踊り場を設置）、山頂部に至る。
実際には『豊国会趣意書』の図面と比べて一ノ鳥居の位置が変更されており、新日吉神社の楼門跡に豊国廟の一の鳥居が建設されている。参道は「女坂」の通称で知られており、一ノ鳥居の建設予定地付近に「豊國廟参道」の道標が1901年（明治34年）に建立されている。
なお、1898年（明治31年）3月31日実施の竣工式で報告された、工事建築主任技師・伊東忠太の「工事報告書」によれば、工事の実績は下記の通りである。
- 経営の時日：350日
- 施工の面積：1万2千坪（約39,669m2）
- 終始距離：520間（約945.45m[注 3]）
- 位置の高低：500尺（約151.5m）
- 石造之部
  - 墓表：1基・高30尺（約9.09m）
  - 石階：11ヶ所・563段
  - 玉垣：240尺（約72.7m）
  - 鳥居：2基・高27尺（約8.18m）
  - 燈籠：1対
  - 石垣：706坪（約2,333.9m）
- 木造之部
  - 唐門：1棟
  - 拝殿：1棟
  - 廟務所：1棟
  - 御供所：1棟
- 材料之部
  - 石材：21,255才（約591.45m3）
  - 木材：71,396才（約119.2m3[注 4]）
- 職工之部
  - 石工：16,663人
  - 木工：5384人
  - 土工：4233人
  - 雑工：25,692人

## 境内
- 豊臣秀吉の墓
- 拝殿
- 廟務所
- 手水屋
- 豊臣国松の供養塔
- 松の丸殿の供養塔